# Serra de Montclar
La Serra de Montclar és una serra repartida entre les comarques de la Noguera i l'Urgell, amb una elevació màxima de 493 metres. El canal d'Urgell travessa la serra prop de la vertical del poble de Montclar mitjançant la mina de Montclar.

## Geologia
Els basaments prequaternaris són faixes de ponent a llevant de gresos, limonites i margues grises. L'edat dels vessants nord i sud de la serra és del Rupelià. La superfície està molt transformada per causa de l'ús agrícola. Des del Monteró (Camarasa), la serralada, d'oest a est, rep els noms de Serra Blanca, Serra de les Forques, Serra de les Comes, Serra Púdia, Serra de Montclar i Serra del Masvell on conflueix amb la Serra de Pedrós. L'erosió dels basaments abans esmentats ha originat sòls de graves, llims i argiles aptes per al conreu.
Bona part del vessant sud de la Serra de Montclar està inclosa en l'Espai Natural Protegit de les Valls del Sió-Llobregós.

## Vegetació
A grans trets, trobem a la Serra de Montclar una vegetació de caràcter mediterrani.
L'arbre dominant és l'alzina, la carrasca i lledoner. Als terraprims i solells abruptes, s'hi estenen les màquies, bosquina densa formada per arbusts alts, amb sòls força secs, on no hi arrelen gaires plantes. També hi trobem les garrigues, matollar molt dens i atapeït, punxós i força ombrívol i brolles calcícoles, que presenten la major part de les plantes aromàtiques típiques de la mediterrània. També es poden trobar algunes plantes comestibles silvestres com l'espàrrec o la morera, en anys plujosos també es poden trobar diferents bolets.
Són molt valorades les herbes aromàtiques d'aquesta zona, de gran fragància a causa del clima, com la farigola, ginesta, malva, el fonoll i el romaní.

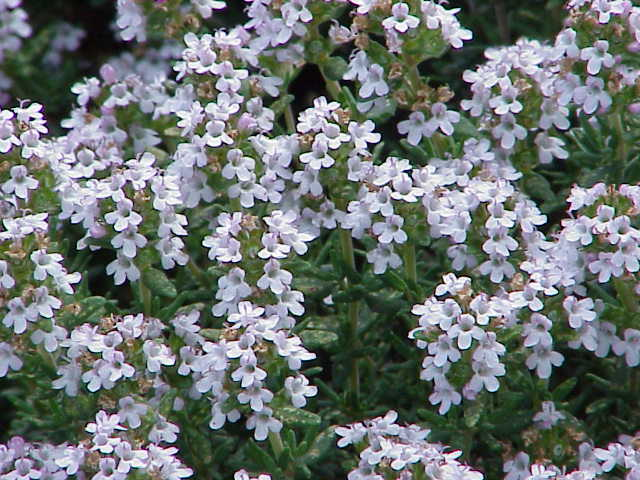
Farigola
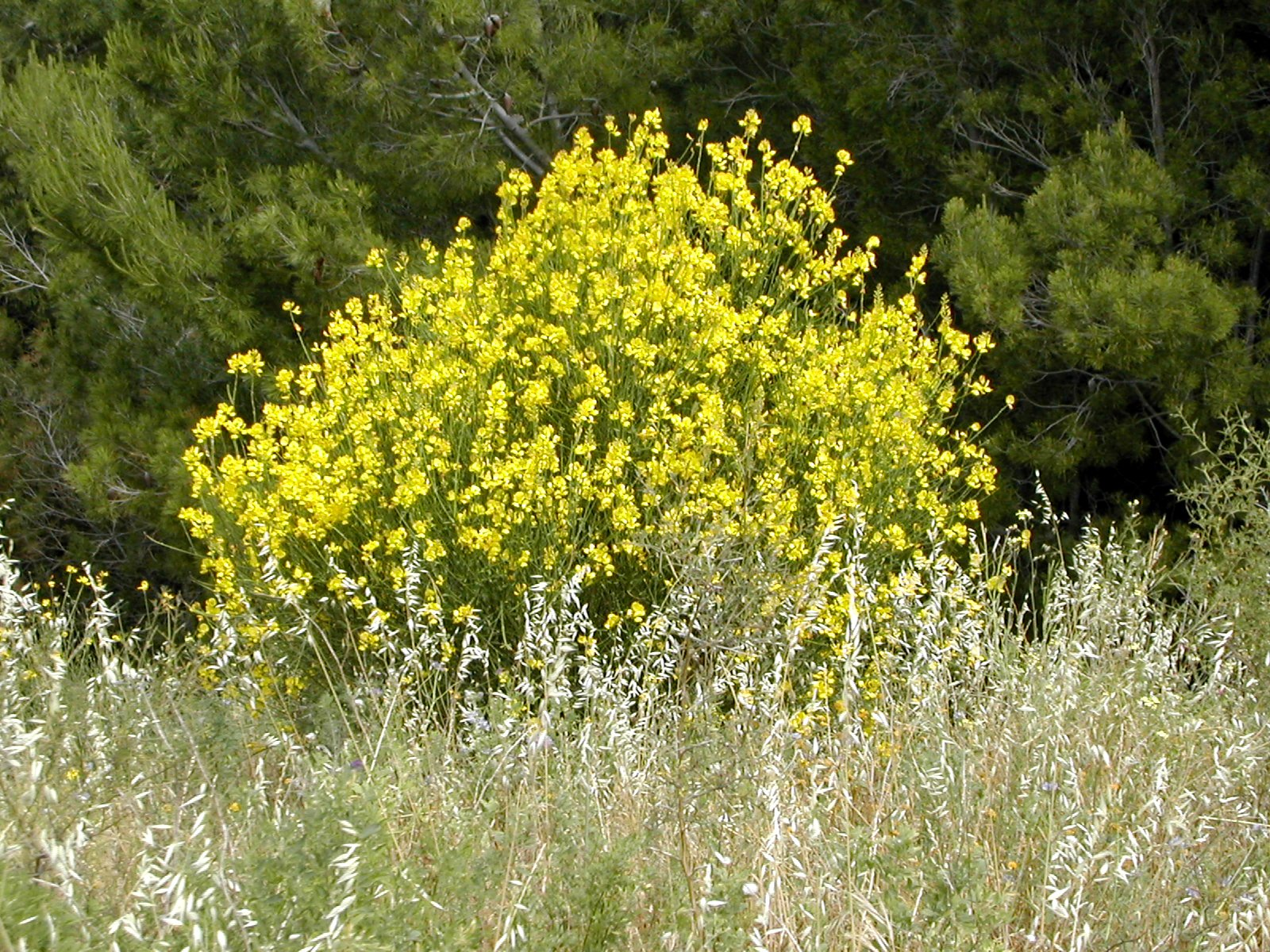
Ginesta
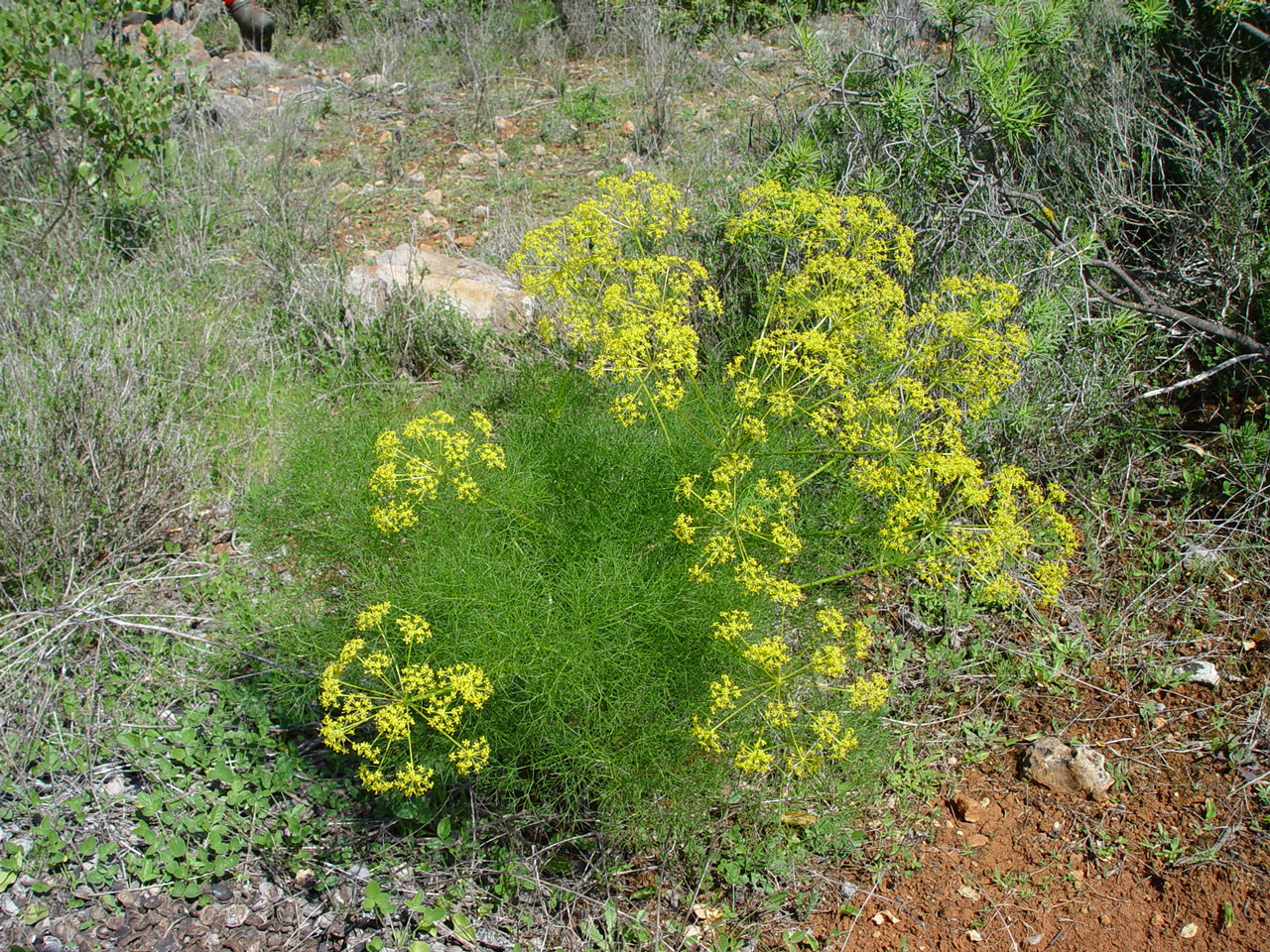
Fonoll
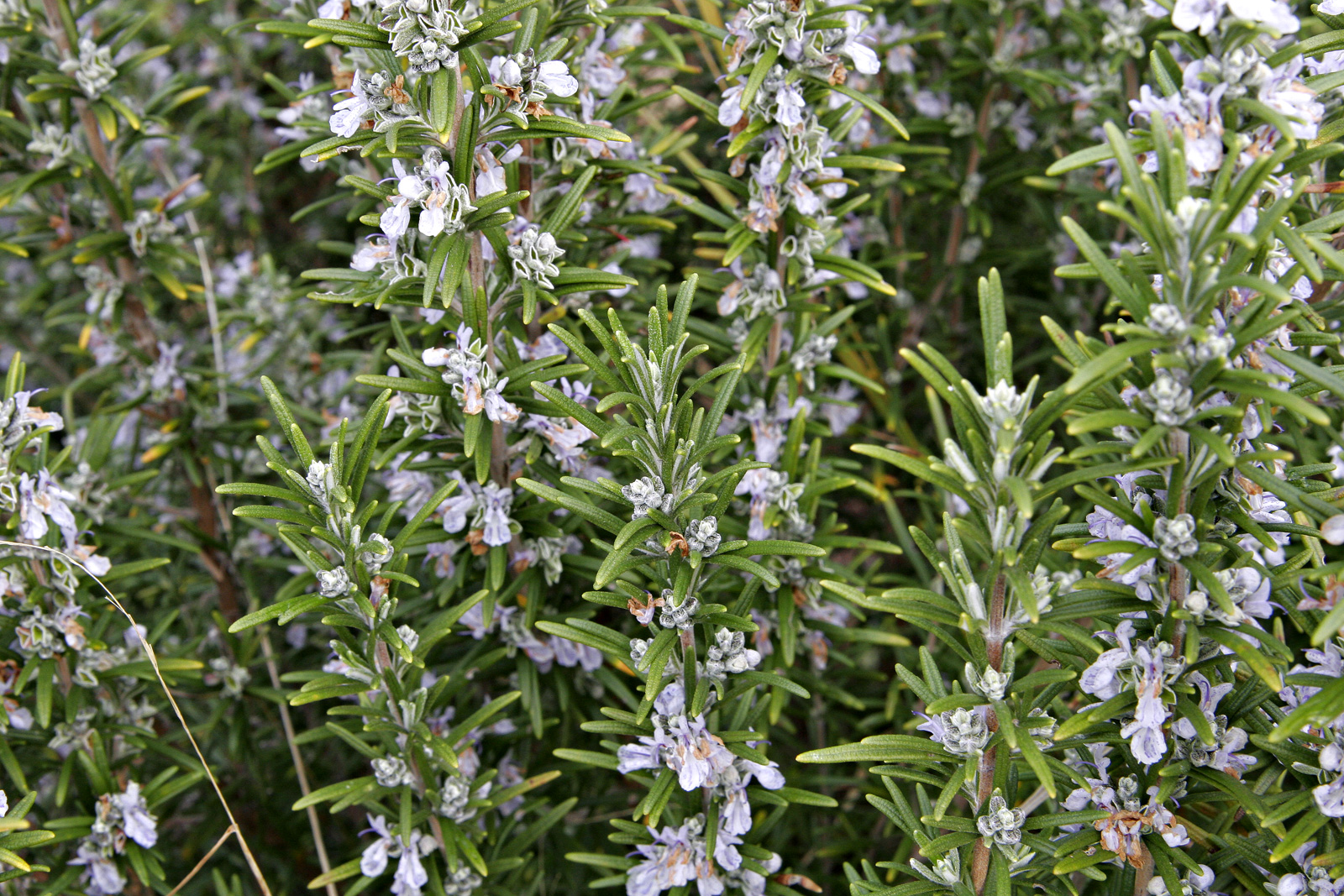
Romaní
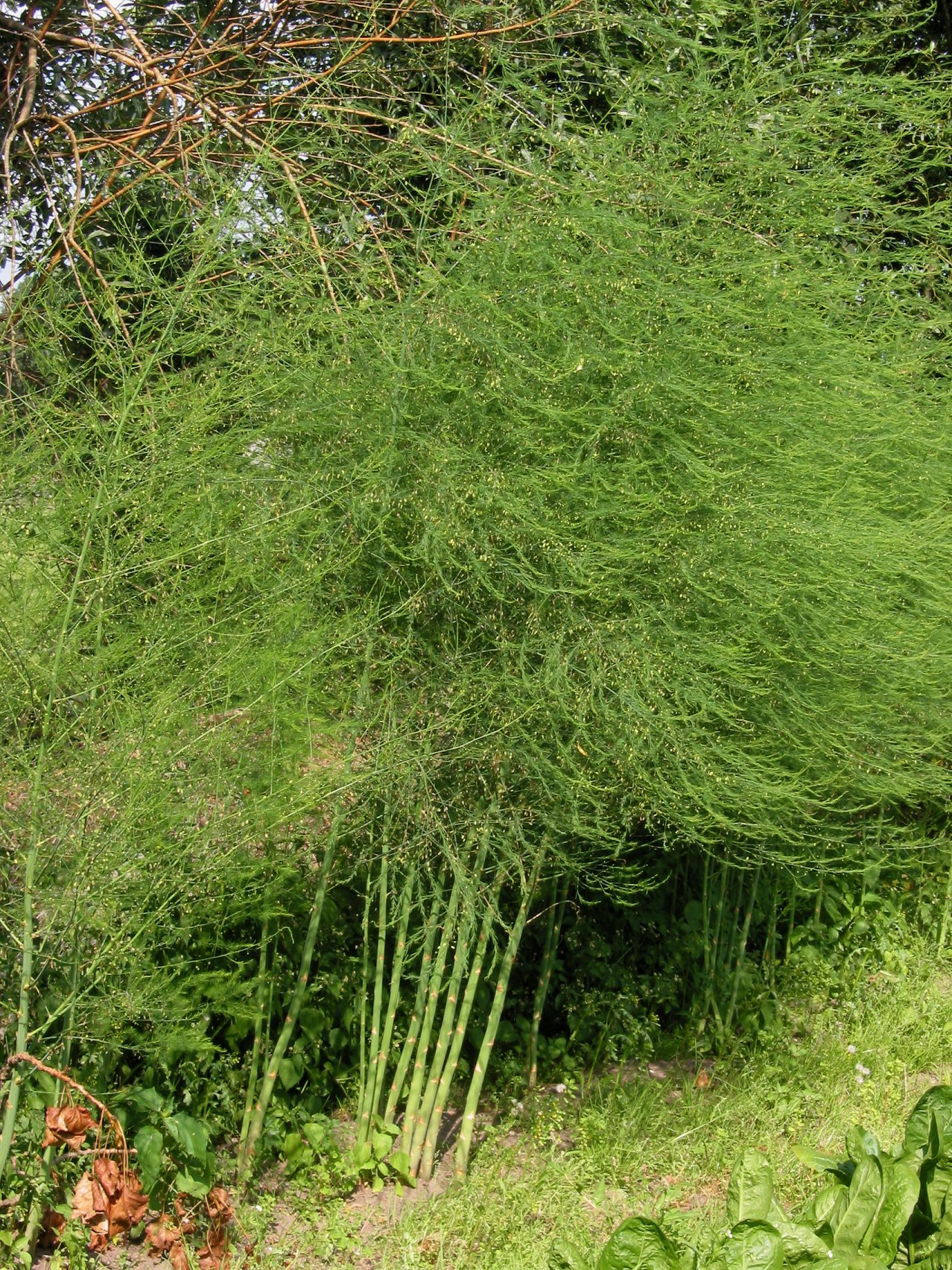
Esparreguera

## Fauna
Les aus, en són els principals protagonistes, tot i que els rèptils, amfibis i mamífers també hi són presents.
Algunes de les espècies de mamífers presents a la Serra de Montclar són especialment destacables en el conjunt de Catalunya, com és el cas del porc senglar, guineu o el cabirol. També s'hi pot trobar la fagina, diverses espècies de ratpenat com el ratpenat cuallarg europeu, ratpenat d'orelles dentades, pipistrel·la i un gran nombre de rosegadors com el conill o el talp.
Sens dubte, el grup d'ocells més interessant des del punt de vista del visitant potencial de la zona és el dels rapinyaires, com el voltor, el xoriguer, el mussol o el xot eurasiàtic i aus rapaçes com l'esparver vulgar, l'esparver cendrós, l'òliba comuna, l'aligot i l'àguila marcenca per tal que els visitants puguin gaudir de la contemplació d'aquestes grans aus en el seu medi natural. També s'hi poden trobar altres aus com: tudó, rossinyol, merla, tallarol de garriga, falciot negre, cogullada, oreneta vulgar, mallerenga carbonera, abellerol, la puput, pardal comú, garsa, picot verd, perdiu roja, verderol, mosquiter pàl·lid, gratapalles, estornell, gaig, cornella negra, oriol, còlit ros, cadernera, enganyapastors, pinsà, gafarró, mallerenga blava, pardal xarrec, torlit, guatlla, cucut, siboc, capsigrany, passerell, tallarol de casquet, griva comuna, cogullada fosca, cotoliu, oreneta cuablanca, bosqueta vulgar, colom roquer, tallarol capnegre, botxí meridional, estornell negre, tallareta cuallarga, rossinyol bord, tórtora turca, cuereta blanca, mallerenga cuallarga, raspinell, picot garser gros, tallarol emmascarat, gralla, bitxac, xixella i sisó.
Alguns rèptils que es poden trobar són el llangardaix ocel·lat, dragó comú, sargantana ibèrica, sargantana cuallarga, sargantana corredora, vidriol i diferents varietats de serps com l'escurçó ibèric, serp verda, serp de ferradura, serp blanca, Coronella girondica, colobra llisa.

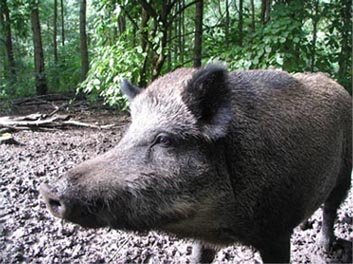
Senglar
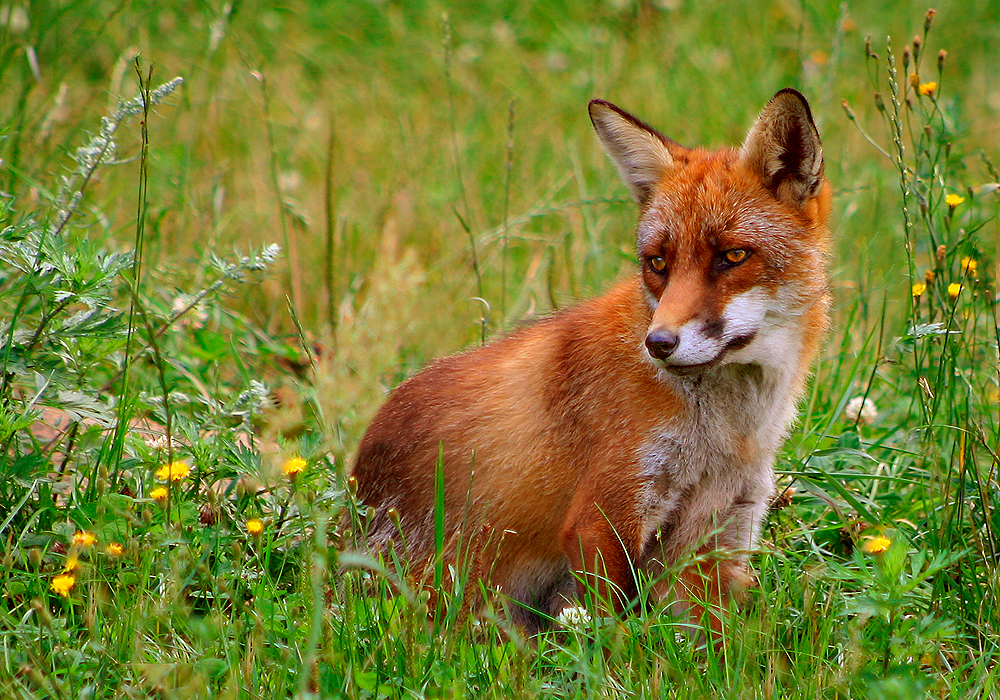
Guineu roja
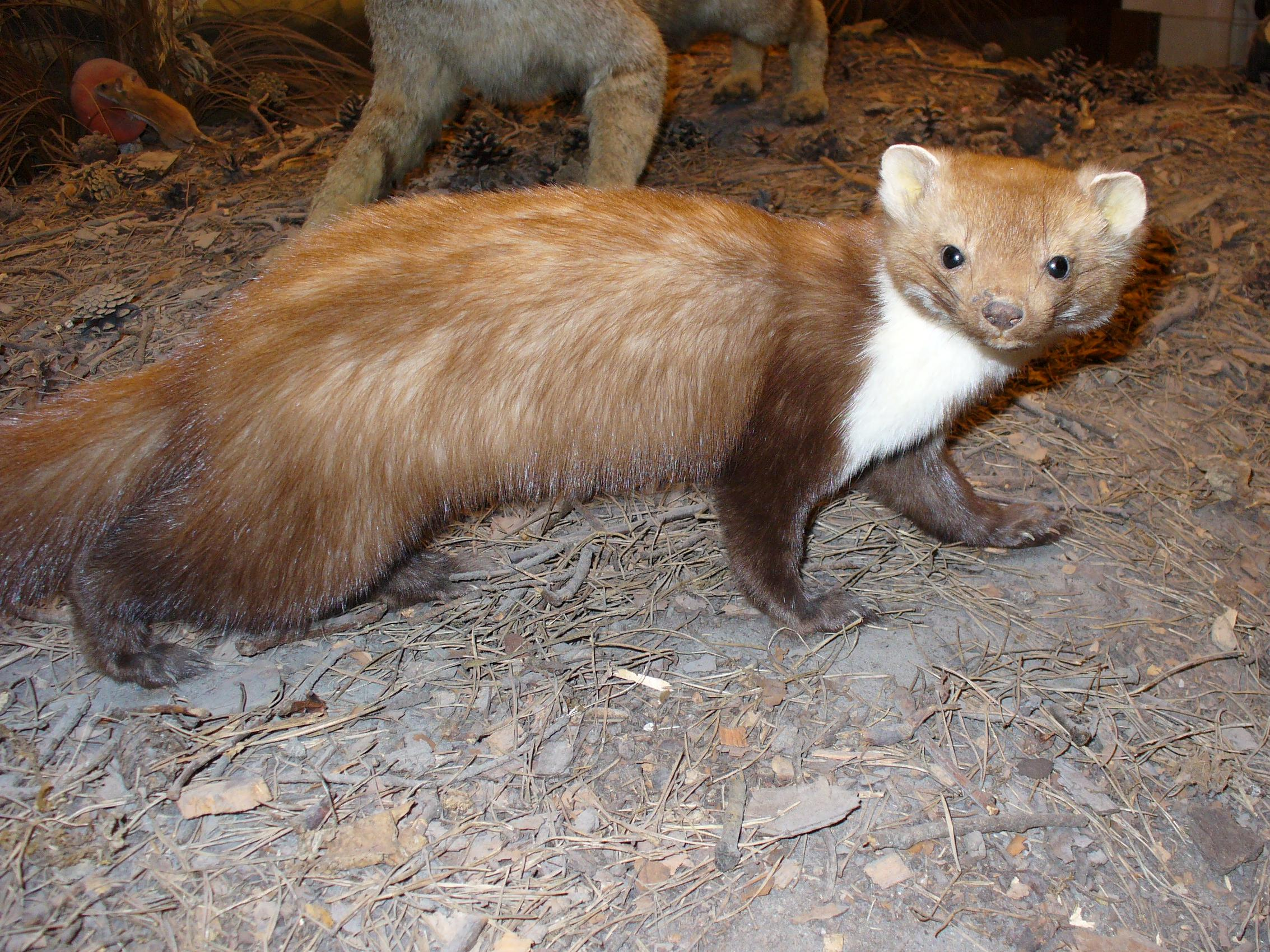
Fagina
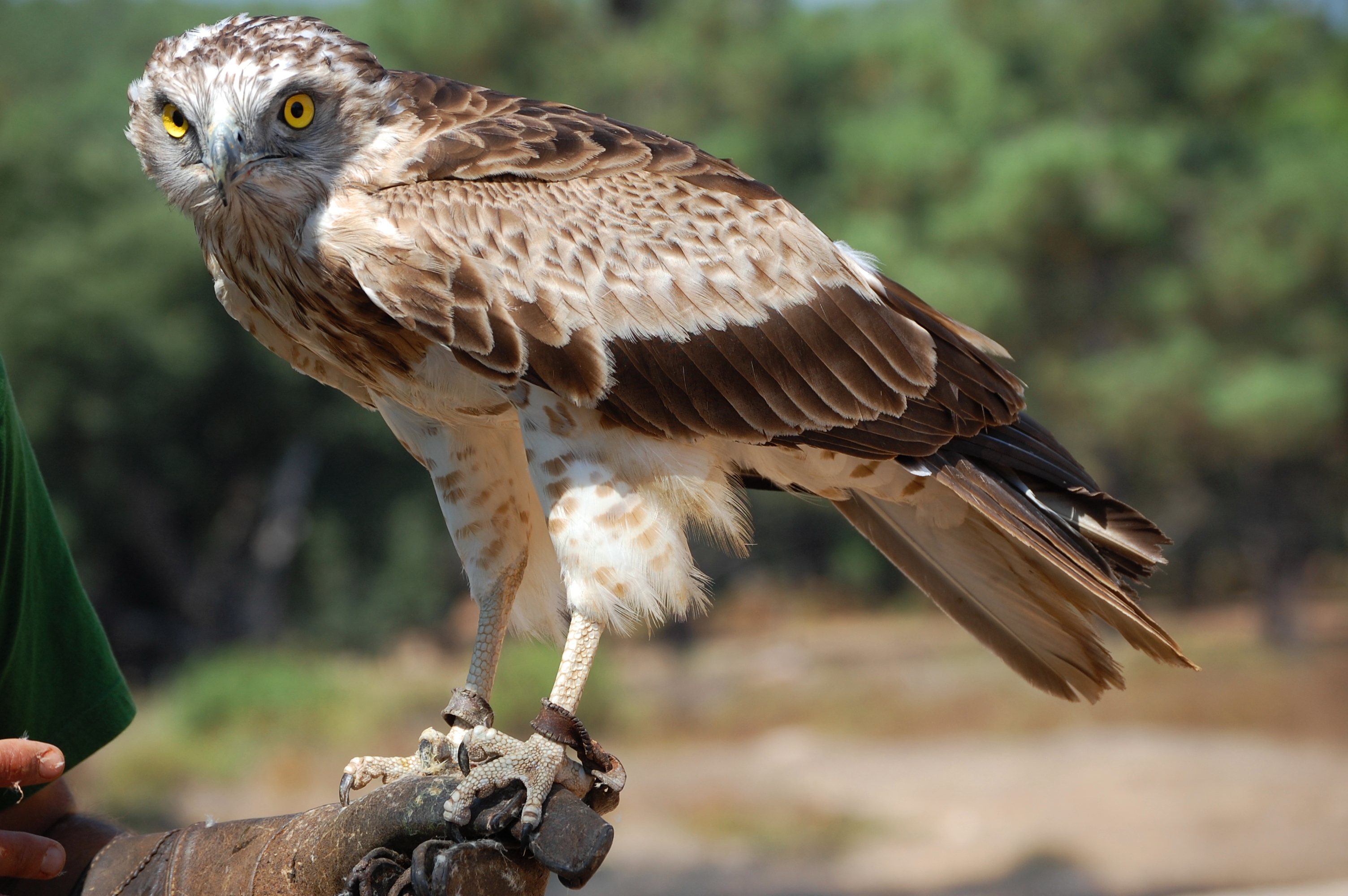
Àguila marcenca
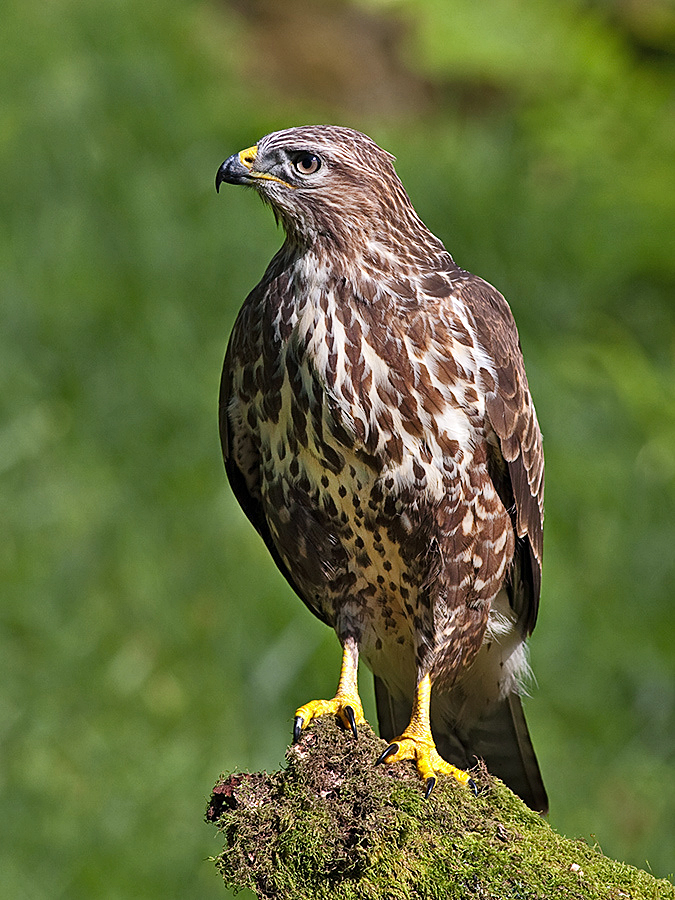
Aligot
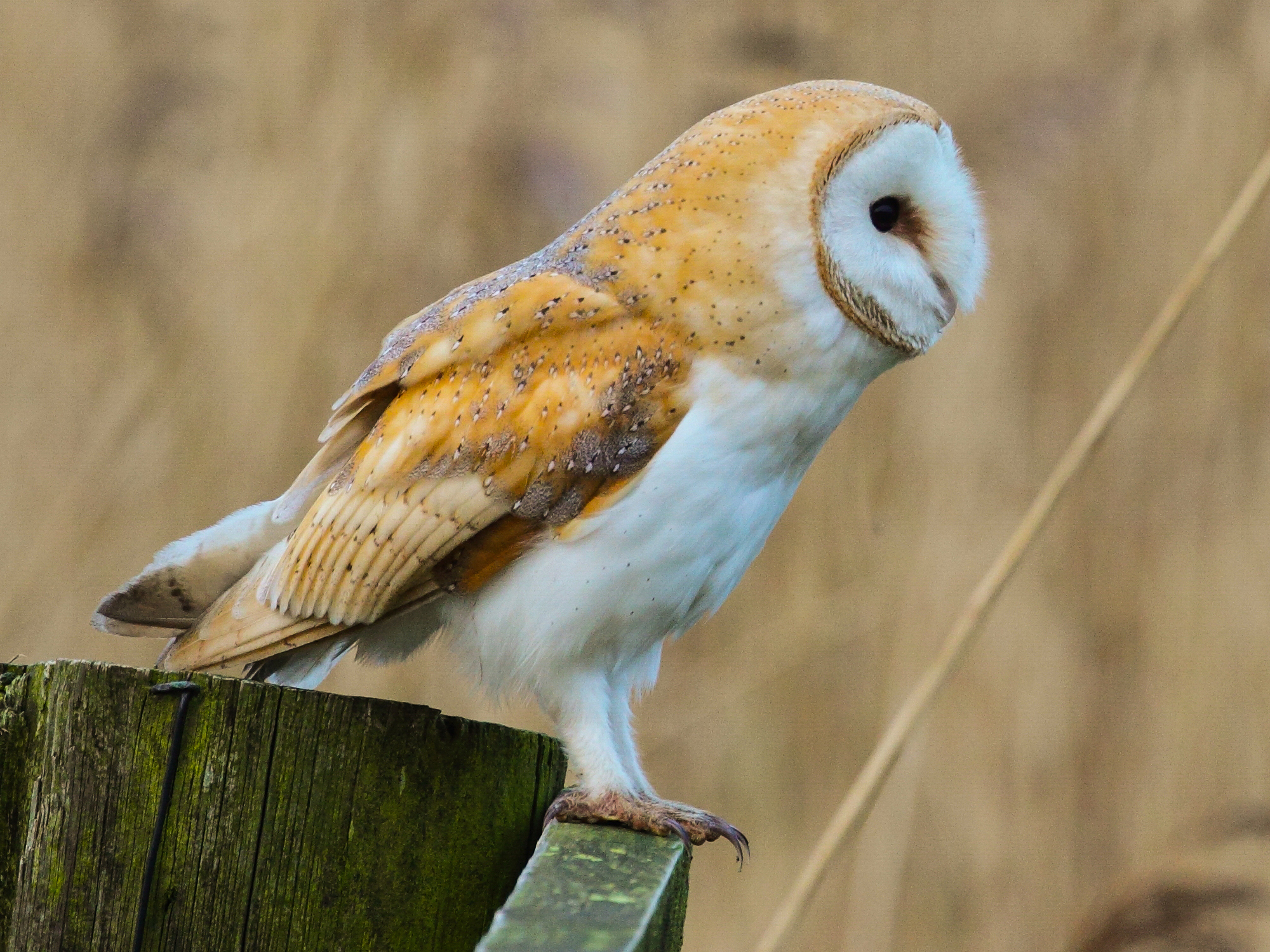
Òliba
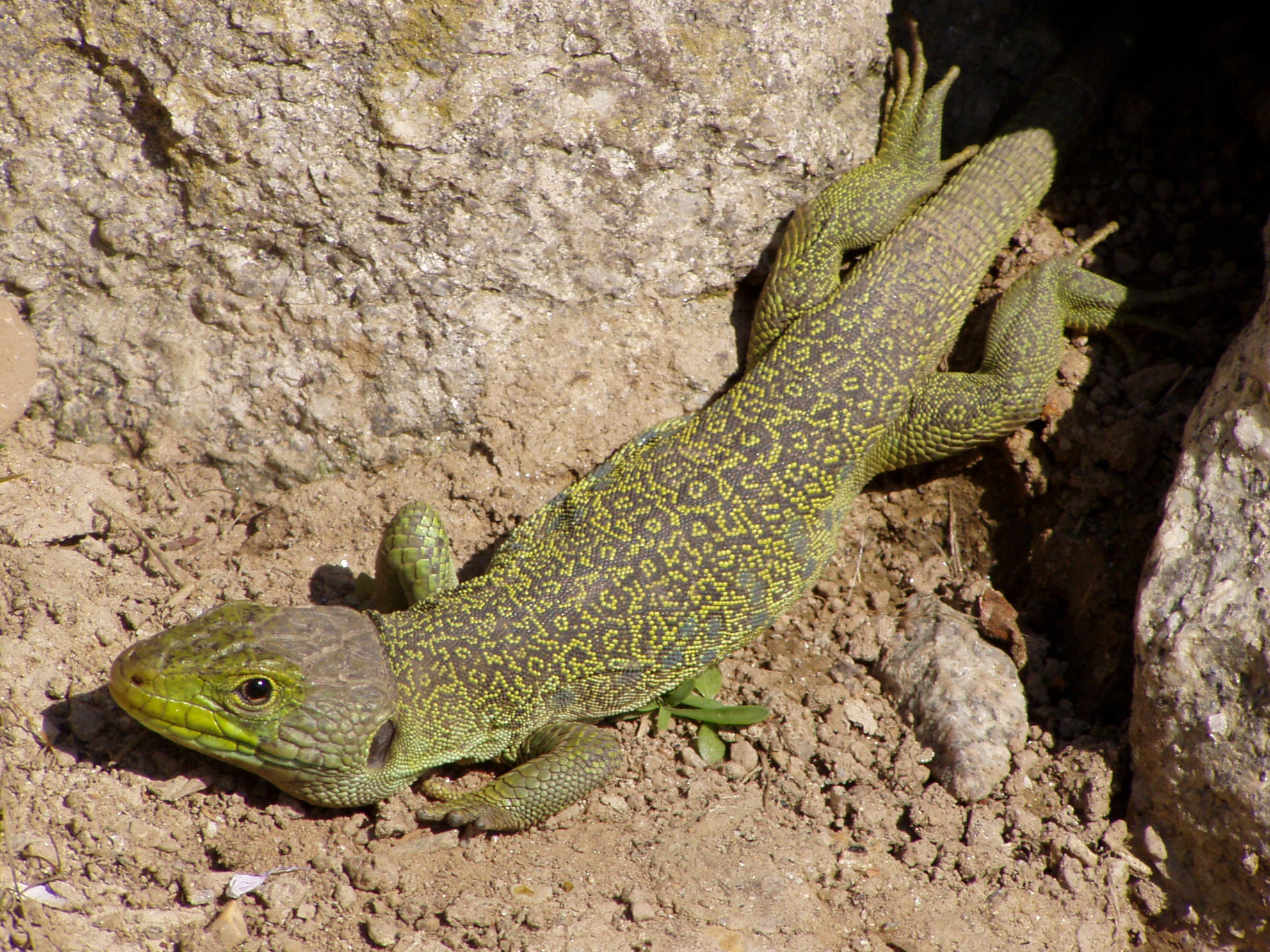
Llangardaix ocel·lat
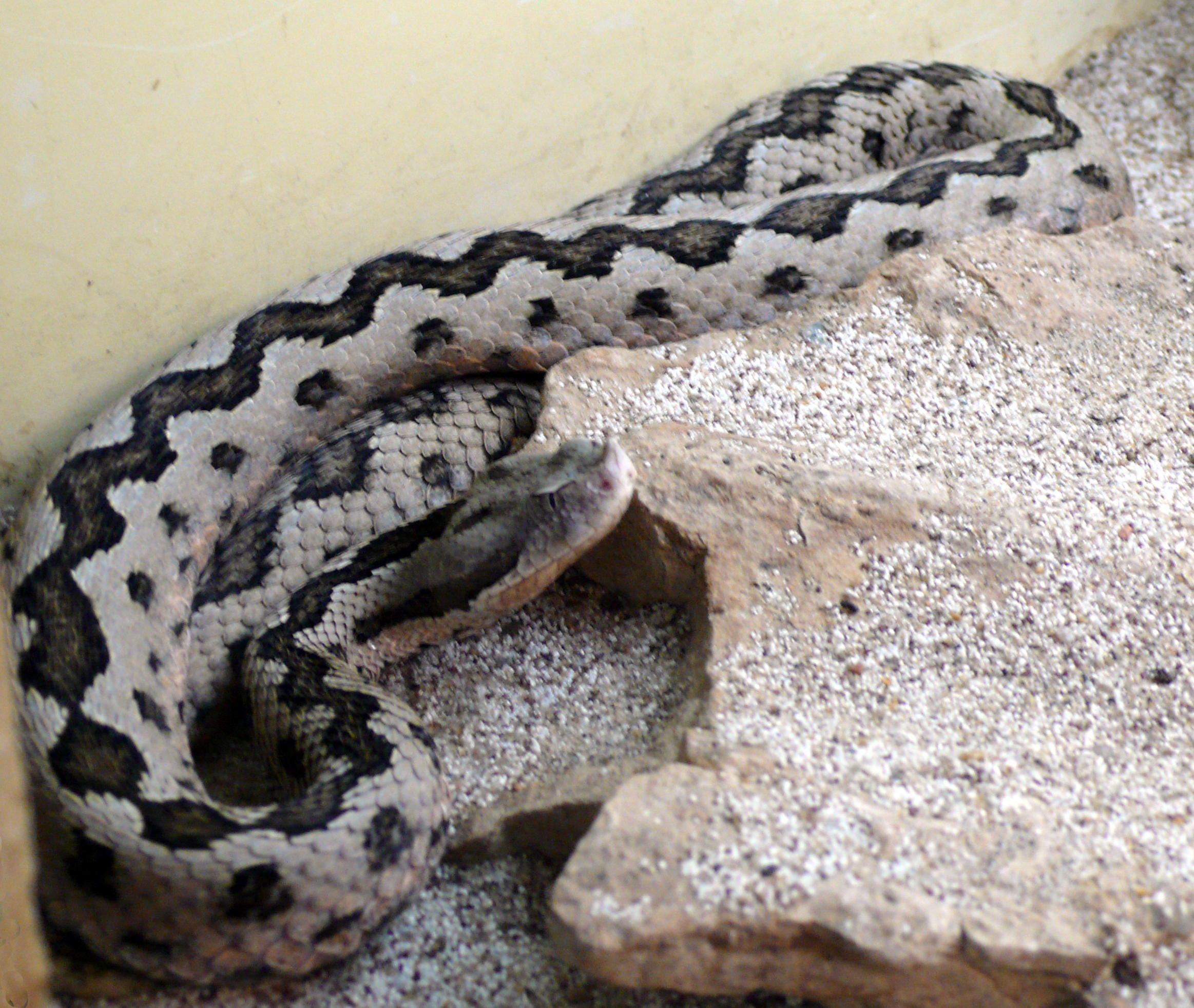
Escurçó ibèric

## Parcs naturals i reserves
La fauna de la serra de Montclar està protegida per les zona d'especial protecció per a les aus (ZEPA) i per llocs d'importància comunitària (LIC) i està integrat en la xarxa natura 2000